# パンサークリーク風力発電所
パンサークリーク風力発電所（パンサークリークふうりょくはつでんしょ、英語: Panther Creek Wind Farm）はアメリカ合衆国テキサス州ハワード郡ビックスプリングの集合型風力発電所。305機の風力発電機が導入されており、最大の発電容量は457.5MWで、アメリカ国内でも有数の規模の発電所である。第1工期と第2工期は2009年の初めに操業を開始しており、最終第3工期は2009年9月に完成した。風力発電所は一般家庭135,000戸の十分な電力を発電できるとされる。

## 註
1. ↑  小西卓明 (2009年9月7日). “エーオン、米国で巨大風力発電所を完成”.   ecool.jp. 2014年5月29日閲覧。
2. ↑  “E.ON completes giant 458 MW wind farm in USA” (2009年9月3日). 2014年5月29日閲覧。